# August von Brandis
August (Friedrich Carl) von Brandis (* 12 de mayo de 1859 en Berlin-Haselhorst ; † 18 de octubre de 1947 en Aquisgrán) fue un pintor y dibujante alemán. Está considerado como el pintor de interiores más importante del impresionismo alemán y ya disfrutó de una gran reputación internacional durante su vida.

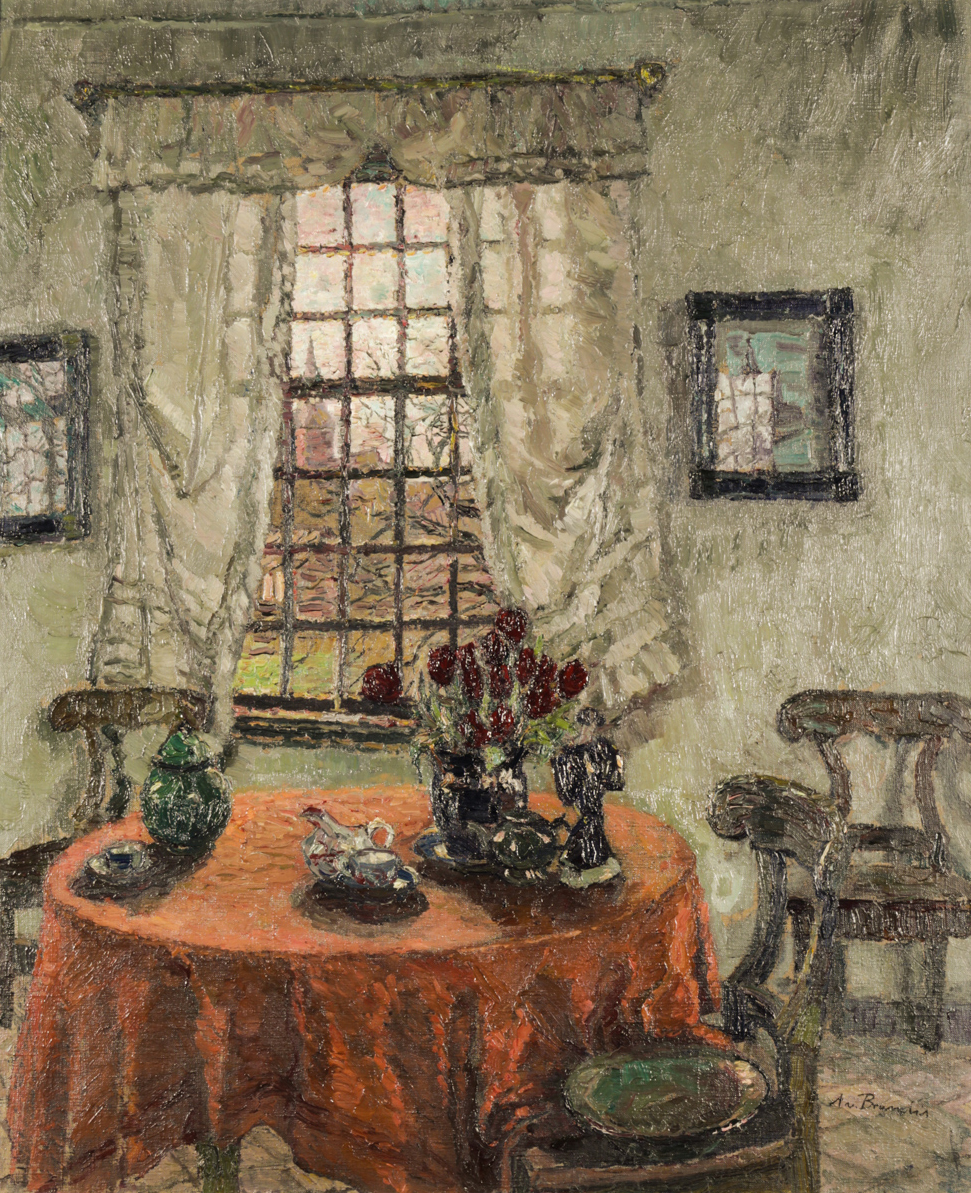
August von Brandis - Rot-im-Gartenhaus - 1910

## Trayectoria
August von Brandis nació en la misma década que Vincent van Gogh o Lovis Corinth. Aunque sus padres vivían en los países bálticos, querían que su hijo fuera a la escuela en Alemania. Por lo tanto, August von Brandis vivió primero con unos parientes en Hannover y luego con su hermano en Berlín, que trabajaba como taquígrafo en el Reichstag.

### Berlín

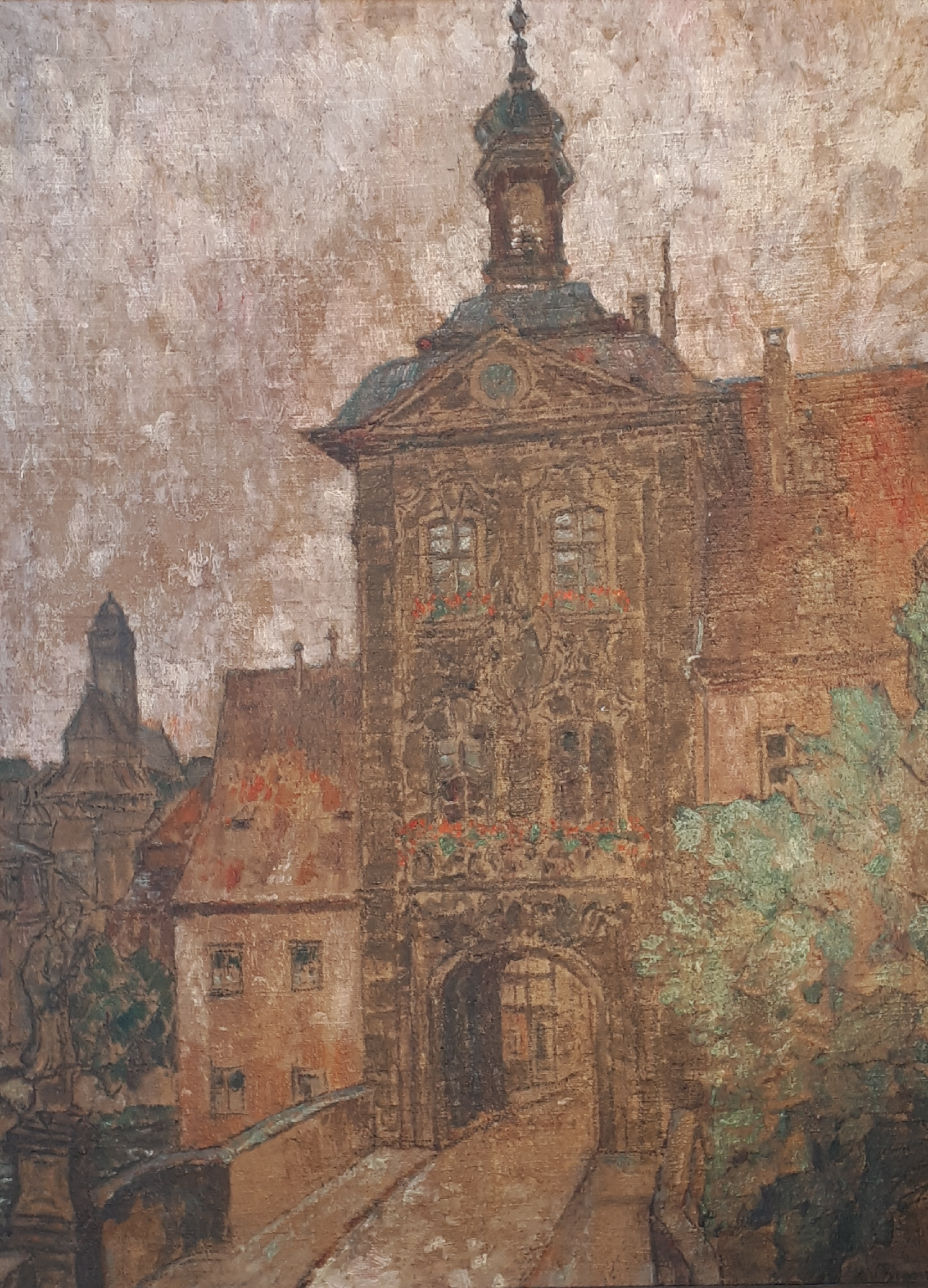
Bamberg Rathaus Turm - August von Brandis

Como estudiante iba los museos de Berlín para dibujar y después de graduarse de la escuela secundaria comenzó a estudiar medicina, que pronto abandonó. Pasó a estudiar en la Real Academia Prusiana de las Artes en Berlín. Además, aprobó un examen como profesor de dibujo en 1884 y enseñó en una escuela secundaria de Berlín para financiar sus estudios. Pero en la academia empezó a dudar de la pintura académica. Primero en la clase de Hugo Vogel y tras la marcha de Vogel en la del estricto académico Anton von Werner, quien, sin embargo, le dio la mayor libertad posible. En privado, August von Brandis recibió encargos como retratista.
En 1890 ganó un concurso académico interno con la obra "La crianza de la hija Jair", a la que siguieron otras obras religiosas. En 1892 expuso en la "Exposición de Arte Académico de Berlín" y luego en la Gran Exposición de Arte de Berlín, donde también se mostró su obra "Sepultura de Cristo" en 1894. Aportó obras a esta exposición de forma casi continua hasta 1900. Las “Bodas de Caná” se exhibieron por primera vez en el Salón de Honor de la Gran Exposición de Arte de Múnich, junto con la obra “Cristo en el Olimpo” de Max Klinger.
August von Brandis desarrolló sus propios métodos de enseñanza en las clases de dibujo, el Ministerio de Prusia lo promovió para dirigir la formación de profesores de dibujo. Se le encomendó el comisariado de la exposición de pintores berlineses en la Gran Exposición de Arte de Múnich, desde donde también visitó la colonia de artistas de Dachau.
A través de sus cátedras, primero en Danzig y luego en Aquisgrán, von Brandis escapó de la influencia de las autoridades académicamente conservadoras de Berlín. A pesar de esto, o por eso, recibió golpes secundarios, como un artículo en los anuarios prusianos que describió su estilo de pintura empastado como "atascado".

### Colonia de artistas Dachau
Alrededor de 1897 se había formado en Dachau la colonia de artistas llamada Neu- Dachau. Brandis estuvo en contacto con uno de sus miembros, Adolf Hölzel, quien más tarde se convirtió en amigo de toda la vida y con quien ha sobrevivido una animada correspondencia. Trabajó en la escuela de pintura de Hölzel y se convirtió en miembro de la colonia de artistas de Dachau en 1900.
Como parte del grupo de artistas "Norddeutsche Werkstatt", Brandis expuso junto con Constantin Starck, Franz Stassen, Friedrich Klein-Chevalier, Richard Eschke, Berthold Genzmer y Franz Paczka en el Künstlerhaus de Berlín en 1904, pero el grupo pronto se separó debido a que mantenían posiciones artísticas diferentes. En el mismo año, Brandis se dedicó a pintar interiores y pintó, por ejemplo, la casa Uphagen.
El 1 En octubre de 1904 fue nombrado profesor de pintura de figuras y paisajes en la Universidad Técnica de Danzig. La Neue Pinakothek de Múnich adquirió la obra Durchblick en el mismo año.  En marzo de 1906 expuso junto a Eugen Bracht, Albert Gartmann, Konrad Lessing y Hans Licht.
En Dachau, von Brandis se orientó principalmente a la pintura de los artistas de París y su estilo impresionista, aunque también seguía el espíritu de la escuela de Barbizon. Como parte de la Exposición de Arte Alemán en la Kunsthalle de Bremen con una exposición especial integrada de artistas del noroeste de Alemania en 1908, presentó sus nuevas experiencias y técnicas por primera vez. La crónica de arte escribió en 1909: Los interiores que el artista mostró en las exposiciones de arte de Berlín en los últimos años se encuentran entre los mejores logros artísticos que se pueden encontrar allí.  Por iniciativa de Brandis, Hölzel y él pasaron tres meses en Monschau para pintar.

### Aquisgrán
El Museo Suermondt había comprado previamente el "Entierro de Cristo". En 1909, von Brandis fue nombrado profesor titular de dibujo de figuras y paisajes y pintura de acuarela como sucesor de Alexander Frenz en la Facultad de Arquitectura RWTH Aachen. Brandis también ocupó varios cargos universitarios y fue decano en 1925/26. Además de los estudiantes de arquitectura, también aceptó estudiantes libres. Sus alumnos incluyeron a Fritz Faber, Karl Theodor Heimbüchel, Adolf Kogel, Jo Hanns Küpper, Rolf Robischon, Adolf Wamper, Vincent Weber, Benno Werth y Heinrich Wolff.
En 1910 y 1911 Brandis recibió la Medalla de Oro del Arte donada por el Kaiser Wilhelm II en la Gran Exposición de Arte de Berlín y en 1911 la Medalla de Oro en la Exposición de Arte de Múnich. Entre 1910 y 1918 su obra se mostró en el extranjero, incluso en Santiago (Chile), Roma, París, Buenos Aires, Toronto y Sofía, en parte también por iniciativa de la Sociedad Alemana de Arte Cristiano. En 1914, la obra "Sol de otoño" se exhibió en la Bienal de Venecia y "Morning Mood" en la Gran Exposición de Arte de Berlín.
August von Brandis se retiró en 1929 y fue sucedido por Hermann Haas. A fines de la década de 1930, junto con otros ex colegas, von Brandis protestó con éxito contra el "cierre de la universidad relacionado con la guerra". Para decorar sus propias instalaciones, la dirección del distrito del NSDAP en Aachen-Stadt obtuvo la obra "Kroning Hall" del Suermondt-Ludwig-Museum como "préstamo permanente". Posteriormente, la obra desapareció y se considera perdida.
En 1939, el alcalde le entregó la placa Suermondt. Brandis fue descrito como un "retratista magistral de la cultura viva de la antigua Aquisgrán" y sus obras como "llenas de color". De hecho, sin embargo, Brandis rechazó la pintura puramente académica y el uso de colores intensos y brillantes.

## Obra

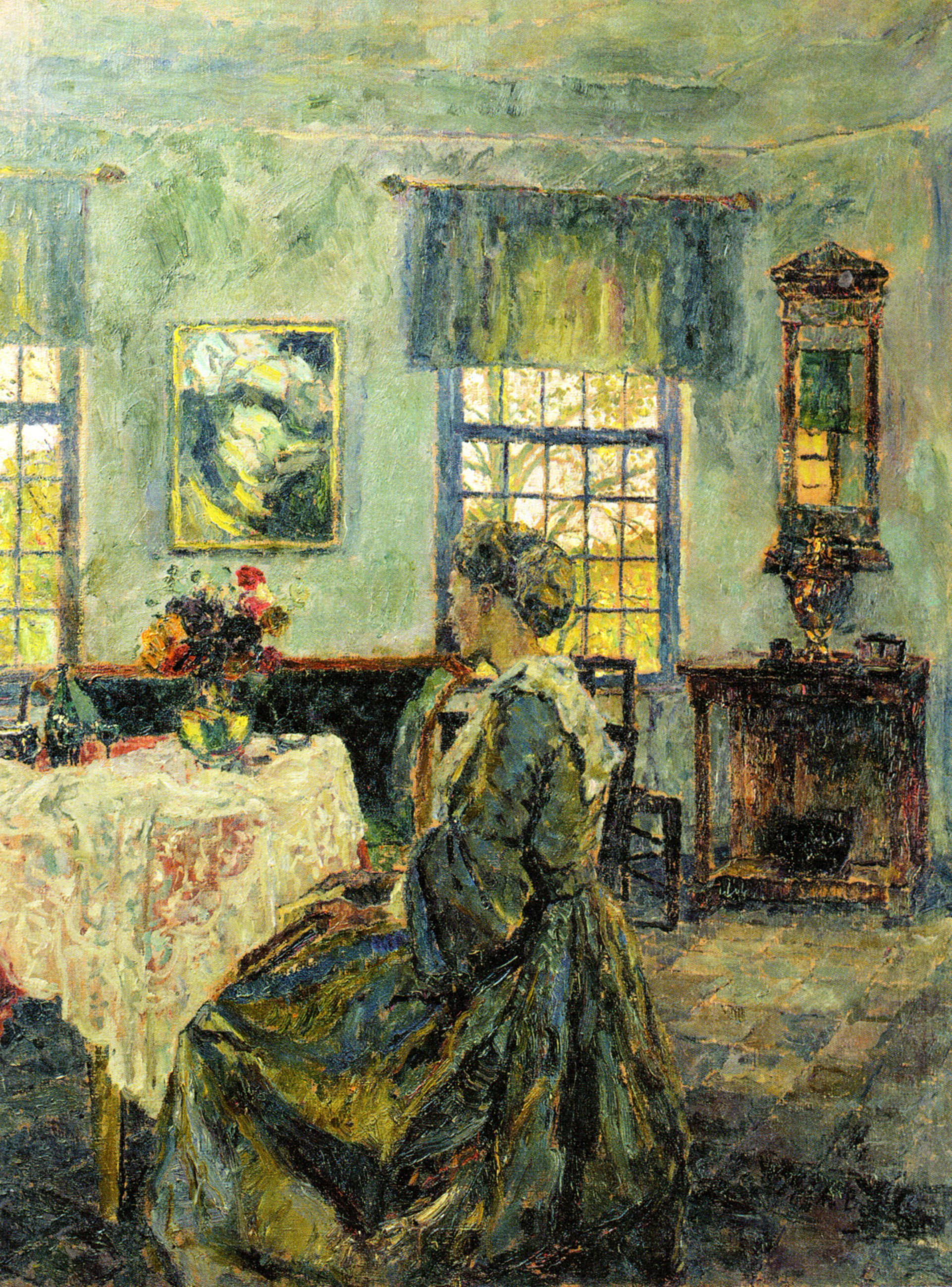
Bertha von der Kuhlen, la esposa del artista, 1922

En una reseña de 1914 en Kunst und Künstler, publicada por Bruno Cassirer, se atestigua que Brandis, a diferencia de otros impresionistas, tiene la "voluntad más honesta de buscar la forma pictórica". La obra impresionista incluye principalmente interiores, Brandis es considerado el pintor de interiores más importante del impresionismo alemán. Por ejemplo, Brandis solo pintó retratos en casos aislados, principalmente de su familia.

### Obras religiosas tempranas
La obra "Bodas de Caná", que se mostró en la Gran Exposición de Arte de Berlín en 1897, se inspiró en su maestro Anton von Werner y estaba pintada en el estilo del historicismo. En general, su obra temprana se centra en el arte sacro. En 1909, participó con Lovis Corinth en la Exposición de arte cristiano en Dusseldorf; una crítica señaló que sus obras convencían menos por sus cualidades teológicas que por las artísticas.
Las dos obras sagradas "Entierro" y "Las bodas de Caná" están en exhibición permanente en St. Foillan. En su gran formato, estas pinturas representan una adición impresionante a esta iglesia.

### El pabellón del jardín
Su giro hacia la pintura de interiores impresionistas comenzó justo antes del cambio de siglo, cuando pintó una casa con jardín rococó diseñada por Jakob Couven en la finca de sus suegros en Kaldenkirchen, y coincidió con el período en que sus obras religiosas fueron más apreciadas. Casi ningún motivo ha sido pintado por Brandis con tantas vistas interiores y exteriores como la casa del jardín, a partir de la cual desarrolló más tarde los "cuadros de interiores".

### Las "imágenes espaciales"

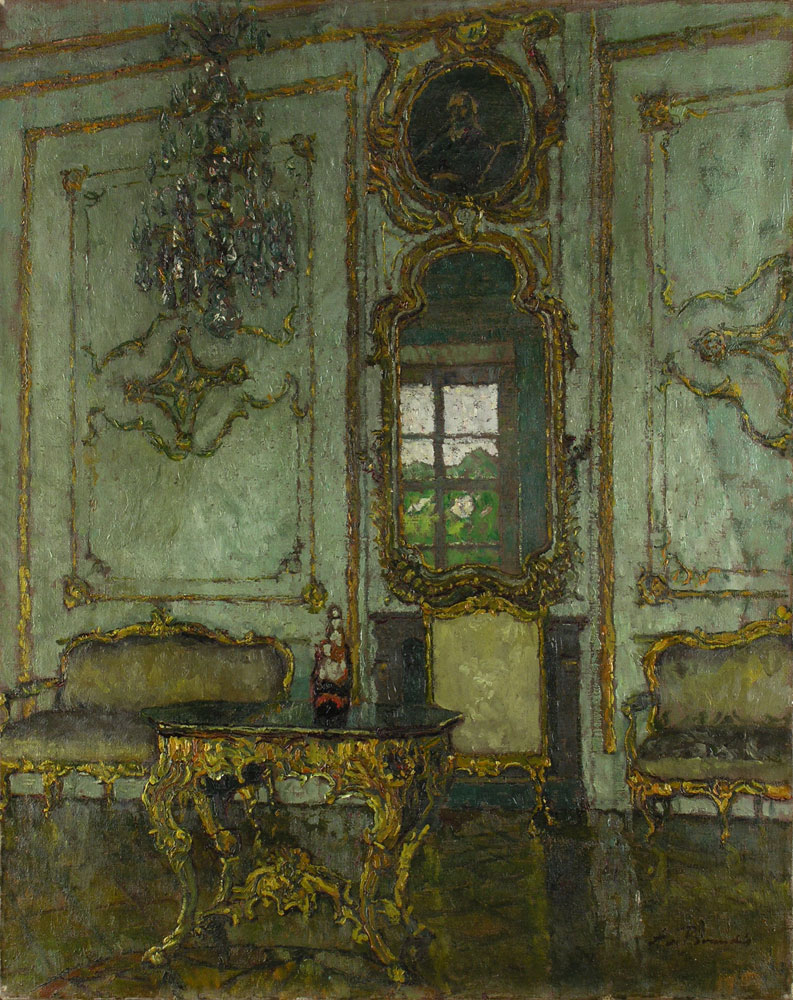
Habitación rococó en la residencia de Würzburg, 1920

August von Brandis había conocido a los impresionistas franceses durante sus estancias en París y también compartió sus puntos de vista. Sin embargo (de forma comparable a los otros impresionistas alemanes) la pintura difería de la de Francia. En lugar de pintar al aire libre, se dedicó a pintar interiores, aunque rechazó el término "interiores" porque buscan una imagen comparable a una naturaleza muerta, mientras que él se preocupa por las condiciones de luz cambiantes, por lo que prefería el término "imágenes espaciales". . .
A partir de entonces, August von Brandis dedicó gran parte de su obra a los interiores históricos, incluida la sala Biedermeier del Museo Couven en Haus Fey, que se inauguró en 1929, y la Casa Roja en Monschau.
Muchos de sus viajes los dedicó a visitar y pintar espacios históricos, principalmente en Alemania,  pero también en Italia, Holanda y Francia. Brandis y Carl Moll acordaron no pintar interiores que estuvieran habitados actualmente.

### Obras en el contexto de la Universidad RWTH-Aachen
- Borradores para las vidrieras del Instituto Walter Rogowski de la Universidad RWTH Aachen. Estos muestran claramente la conexión con Adolf Hölzel y sirvieron como modelo para sus ventanas con vidrieras en el Ayuntamiento de Stuttgart. Sin embargo, debido a la Segunda Guerra Mundial, las vidrieras de Aachen nunca se completaron.

- Pintura del laboratorio de fundición del Instituto Metalúrgico con el profesor Wilhelm Borchers (1856-1925) como ejemplo de obras temáticamente relacionadas con el RWTH y que, sin embargo, no todas han sido encontradas o asignadas.
- Instituto de Herrería de la Universidad
- Placa conmemorativa de la universidad por los estudiantes caídos en la Primera Guerra Mundial [14]

## Obras (selección)

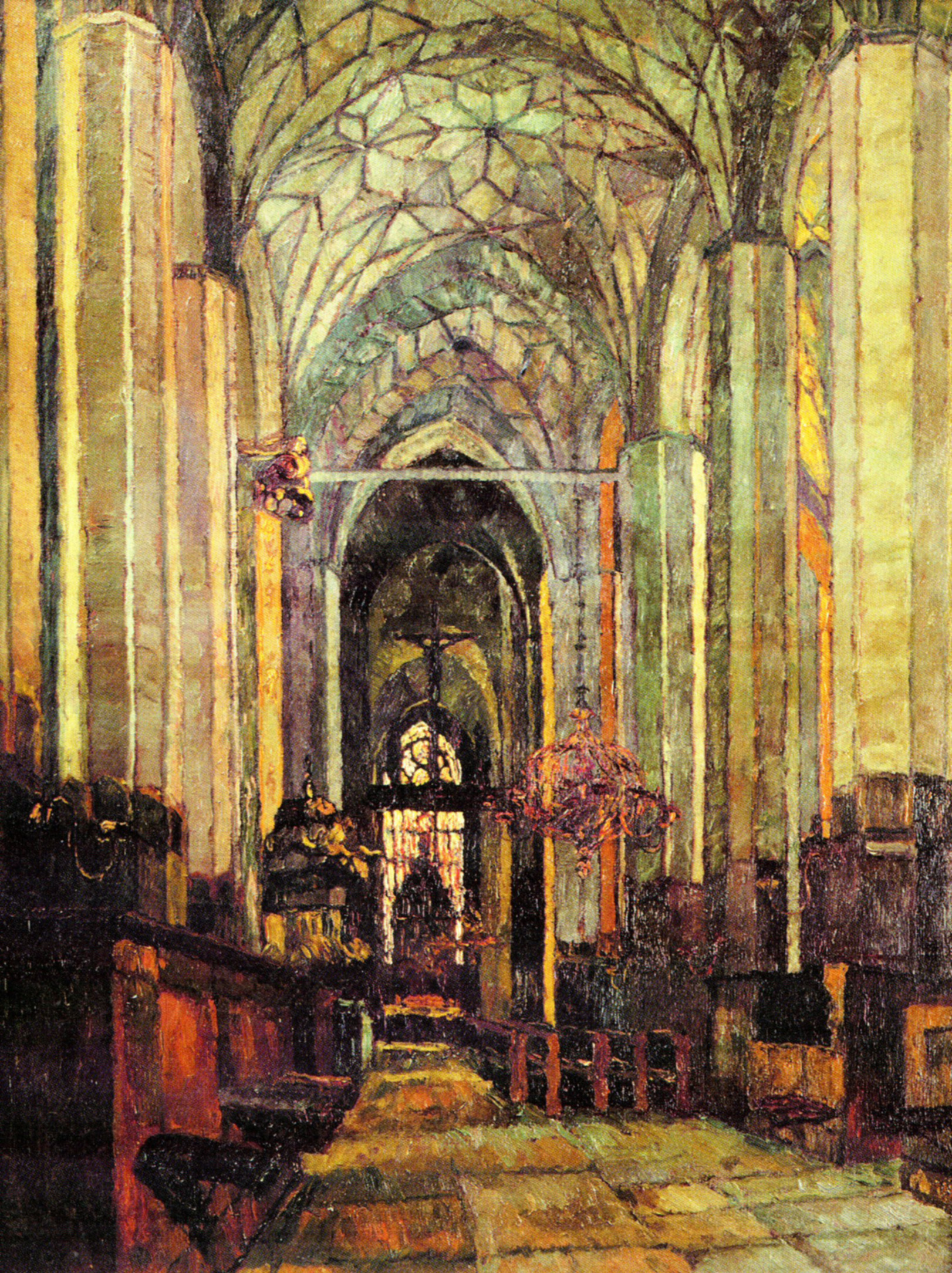
Santa María en Gdansk, 1921

Los museos municipales de Aquisgrán y la universidad tienen una colección que ilustra casi todas las fases de desarrollo de Brandis, y muchas de las imágenes tienen una conexión específica con Aquisgrán. las obras están en los siguientes museos:
- "Y le siguieron después", exposición en el Palacio de Cristal de Múnich
- "Mujer joven con un bebé frente a la puerta del monasterio", 1891
- "Niña rezando" Academia de las Artes de Berlín[15]
- "En el cobertizo del jardín de Kaldenkirchen", 145 × 105 cm.[16]
- "Niña en la mesa frente al porche", orden de subasta NS (4. diciembre de 1938)[17]
- "Vista del Salón de los Espejos", 1900 Museo Martin von Wagner Würzburg, adquirido en 2013.[18]
- "Perspectiva", Neue Pinakothek, 83 × 68 cm, Múnich, adquirida en 1904
- "Mood in Blue (Interior)", 1911 Comprado en la Gran Exposición de Arte de Berlín, Galería Nacional de Berlín, perdido.[19]
- "Morning Mood", exhibido en la Gran Exposición de Arte de Berlín, 1914[20]
- "Sol de Otoño", (Sole Autennale) 128 × 100 cm, 1914 mostrado en el 11. Bienal de Venecia,[21] más tarde: Museos de la ciudad de Aachen / Suermondt-Ludwig-Museum Aachen, perdido.[22]
- "Interior de una casa de jardín", 1915 Compra de la Gran Exposición de Arte de Berlín, Galería Nacional de Berlín, perdida.[23]
- "Wuerzburg - Castillo / sala de recepción - estado de ánimo en blanco, dos sofás amarillos", 83 × 66 pulgadas[24]
- "Bosque de Otoño", 50x68 Antigua Colección Arthur Dahlheim

## Exposiciones
Las obras de Brandis se mostraron varias veces en la Gran Exposición de Arte de Berlín de diversos años y en el Palacio de Cristal de Múnich, así como en 1900 en la exposición anual de la Cooperativa de Artistas de Viena.
Las exposiciones individuales mostraron sus obras el Museo Municipal de Danzig, el Museo Municipal de Düsseldorf, el Museo Kaiser Wilhelm en Krefeld de 1914 a 1915 en su sala tragaluz y la última gran exposición durante la vida de Brandis fue en 1939 en el Museo Suermondt. En 1921 el Museo Leopold Hoesch de Düren mostró la exposición "Tres pintores renanos" con obras de Brandis, Hermann Peters y Louis Ziercke.
Las galerías de diversas ciudades alemanas mostraron exposiciones o llevaron obras de Brandis, por ejemplo, la Kunsthaus Hermann Zirkel en Bonn en 1917 y la Galerie Eduard Schulte en Berlín en 1925 y 1928.
En 1999, un gran número de sus obras fueron expuestas y catalogadas con motivo de una exposición en el Salón de la Coronación del Ayuntamiento de Aquisgrán y en la Casa Troistorff de Monschau. Este primer catálogo contenía más de 70 óleos de gran formato en su estilo, basados en el realismo e influenciados por el impresionismo. Además de algunas pinturas de paisajes, hay principalmente interiores inundados de luz.
Hasta 2006, el Museo de Arte de Simferopol en Crimea exhibió obras de Brandis que habían llegado allí como botín de guerra durante la Segunda Guerra Mundial. Estas obras tan características con interiores, bodegones y cobertizos de jardín han sido restituidas desde entonces a Alemania, y al menos una de ellas procedía del Museo Suermondt.
En 2010, la Tuschererhaus de Monschau mostró obras de Brandis en la exposición “Pinturas antiguas y nuevas”. En 2013, la Galería Barthelmess & Wischnewski de Berlín mostró obras de Brandis en la exposición Masters of Light. En 2015, el programa NDR Lieb &amp; Teuer tomó una de sus pinturas como motivo para un viaje a la casa del jardín de Kaldenkirchen.

## Vida privada

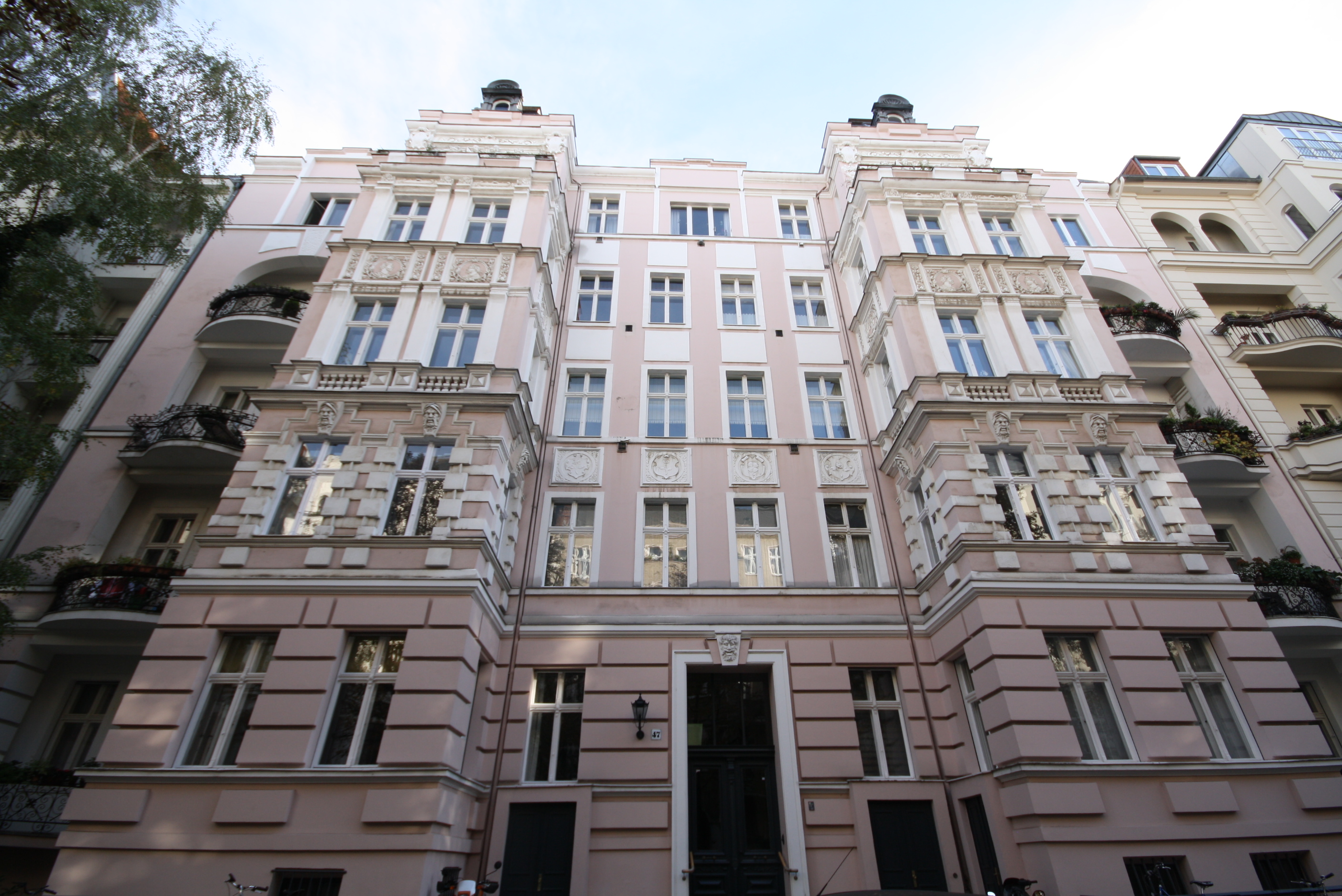
La casa en Luitpoldstrasse 47 en Berlín-Schoeneberg, donde von Brandis vivió hasta 1904

August von Brandis descendía de la línea de la antigua familia noble von Brandis de Alfeld an der Leine que se trasladó a Hildesheim. Su padre, August Friedrich von Brandis, se ocupaba de las propiedades de la familia en los Estados bálticos, y su madre, Therese Henriette Arendt, procedía de una familia de estudiosos de Königsberg. En 1897 se casó con Bertha von der Kuhlen (*30 de diciembre de 1876 en Kaldenkirchen-28 de julio de 1964 en Aquisgrán), hija del ciudadano honorario de Kaldenkirchen, Hermann von der Kuhlen. El médico y profesor Hans-Joachim Friedrich von Brandis (*24 de agosto de 1901 en Berlín-1971) fue hijo suyo. 
August von Brandis vivió en Berlín en Luitpoldstraße 47 hasta 1904. Luego, durante su tiempo en Gdansk en la Johannisberg 11 en Langfurthr cerca de Gdansk. En 1911 compró una casa como casa de vacaciones en Huizen en Zuiderzee en los Países Bajos. En 1914 fue uno de los más de 3.000 firmantes de la Declaración de los Docentes Universitarios del Reich Alemán.
Fue miembro de la " Recreation Society Aachen 1837 ", una fundación de derecho prusiano para comerciantes, abogados, industriales y aristócratas, así como del Club Aachener Casino y había sido miembro honorario (EAH) de la fraternidad de Aquisgrán Teutonia, en la Fraternidad General Alemana desde 1946.
En los patrimonios de personalidades contemporáneas hay autógrafos fruto del intercambio con Brandis, por ejemplo una foto de Ludwig Fahrenkrog, también cartas a Max Laeuger, Wilhelm Scholkmann y Friedrich Kallmorgen. 
August von Brandis fue el dueño de la casa en Carlstrasse (más tarde Karlstrasse, hoy Hasslerstrasse) No. 24, en la que también vivía.
Von Brandis encontró su lugar de descanso final en la tumba familiar en el cementerio forestal de Aquisgrán.

## Honores
Además de los premios por sus obras, von Brandis también recibió honores personales:
- En 1896 Brandis recibió el Premio Menzel en Berlín.
- En 1926 la Universidad Técnica de Danzig lo nombró ciudadano de honor.
- Fue nombrado ciudadano honorario de la Universidad RWTH de Aachen el 12 de mayo de 1929, según una resolución aprobada por el Senado.[36]
- Inauguración de la Sala August von Brandis en el Museo Suermondt Ludwig de Aquisgrán, 1948.
- von-Brandis-Strasse con motivo de su centenario en 1959.

## Enlaces web
- Bibliografía relacionada con August von Brandis en el catálogo de la Biblioteca Nacional de Alemania.
- Gartenpavillon-Gemälde Archivado el 10 de noviembre de 2017 en Wayback Machine. von August von Brandis bei einer Folge von Lieb & Teuer mit Janin Ullmann vom 16. April 2017, Video
- Personengruppen – Namensgeber, Eintrag in die biografische Datenbank der RWTH Aachen
- Roland Rappmann: Beliebter Maler und Aachener Hochschullehrer: August von Brandis wurde wieder öffentlich präsentiert (PDF; 563 kB) in: RWTH insight intern Nr. 3/4 1999